# Resplendor de raigs gamma terrestre

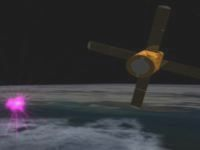
Concepció artística del flaix de raigs gamma i fenòmens relacionats. Crèdit: NASA

Les resplendors de raigs gamma terrestres (Terrestrial gamma-ray flashes o TGFs en anglès) són esclats de raigs gamma produïts en l'atmosfera de la Terra. Els TGFs s'han registrat per durar entre 0,2 i 3,5 mil·lisegons, i contenen energies de fins a 20 MeV. Probablement són causats per intensos camps elèctrics produïts per sobre o a l'interior de tempestes elèctriques. Els científics també han detectat positrons i electrons energètics produïts per flaixos de raigs gamma terrestres.

### Per a més informació
- Barrington-Leigh, Christopher P. «Terrestrial Gamma-ray Flashes after CGRO: prospects for HESSI».  University of California Berkeley, Space Physics Research Group. [Consulta: 2 abril 2005].
- McKee, Maggie «Earth creates powerful gamma-ray flashes». New Scientist, 17-02-2005.
- Stephens, Tim «New satellite observations of terrestrial gamma-ray flashes reveal surprising features of mysterious blasts from Earth». Currents Online. UC Santa Cruz, 21-02-2005.